# Wielandhof

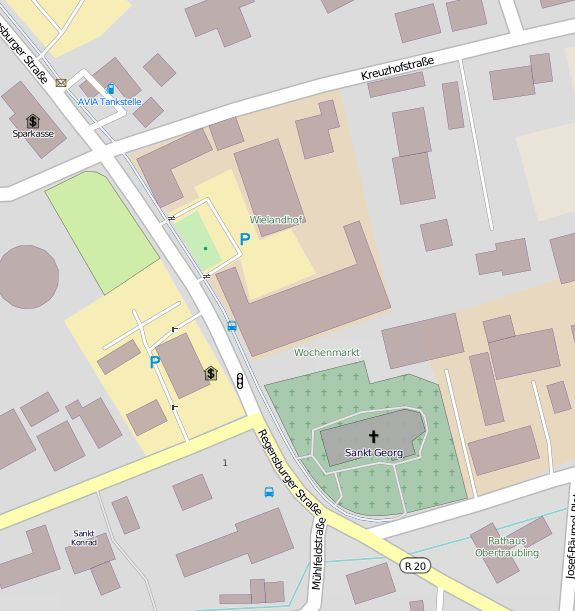
Lage des Wielandhofs in Obertraubling vor dem Abriss

Der Wielandhof war eine bereits 1294 urkundlich erwähnte Hofstelle im Dorfzentrum von Obertraubling, Landkreis Regensburg, Bayern.
Der Wielandhof ist einer der vier Urhöfe Obertraublings. Während die anderen Ur-Hofstellen im Dreißigjährigen Krieg oder während der darauf folgenden Pestwellen entvölkert wurden und verfielen, blieb der Wielandhof bis zu seinem Abriss im August 2013 neben der Pfarrkirche St. Georg an der Regensburger Straße erhalten. Ab 1438 ist in dem damals Kreuzhof genannten Hof eine sogenannte Tafernwirtschaft belegt. Von 1953 bis 2008 gehörte der Hof Josef Wieland. Noch bis 2001 gab es eine Gaststätte in dem Gebäude. Weder die Gemeinde noch der Besitzer ließen den Hof trotz der historischen Bedeutung in die Denkmalliste eintragen. Der Wieland-Gutshof bestand zuletzt aus dem Wohngebäude mit ehemaliger Gaststätte, Scheune und einer Stallung mit Granitsäulen und böhmischen Gewölben. An Stelle der abgerissenen Hofstelle plant ein Investor vier dreistöckige Gebäude mit Tiefgaragen für Wohn- und Gewerbenutzung.